# Rudolf Nureyev
Rudolf Nureyev Khametovich (/ˈnjʊəriɛf, njʊˈreɪɛf/ NEWR-ee-ef, nyuurr-AY-ef; tiếng Tatar: Рудольф Хәмит улы Нуриев; tiếng Nga: Рудо́льф Хаме́тович Нуре́ев; 17 tháng 3 năm 1938 - 6 tháng 1 năm 1993) là một vũ công ba lê và biên đạo múa người Liên Xô. Nureyev được một số người coi là vũ công ba lê nam giới vĩ đại nhất trong thế hệ của mình.
Nureyev được sinh ra trên một chuyến tàu xuyên Siberia gần Irkutsk, Siberia, Liên Xô trong một gia đình Bashkir-tatar. Ông bắt đầu sự nghiệp ban đầu của mình với công ty rằng trong thời kỳ Xô Viết được gọi là Kirov Ba lê (bây giờ được gọi bằng tên gốc của nó, Ba lê Mariinsky) ở St. Petersburg. Ông đào thoát khỏi Liên Xô sang phương Tây năm 1961, bất chấp những nỗ lực của KGB để ngăn chặn ông. Đây là sự đào tẩu đầu tiên của một nghệ sĩ Liên Xô trong Chiến tranh Lạnh, và nó đã tạo ra một scandal tầm quốc tế. Ông tiếp tục múa với vở ballet Hoàng gia ở London và từ năm 1983 đến 1989 là giám đốc của Nhà hát Ba lê Opera Paris. Ngoài năng lực kỹ thuật của mình, Rudolf Nureyev còn là một biên đạo múa tài ba với vai trò là biên đạo múa chính của Nhà hát Ba lê Opera Paris. Ông đã đưa ra những diễn giải của riêng mình về nhiều tác phẩm cổ điển, bao gồm Hồ thiên nga, Giselle và La Bayadère.

## Tuổi thơ
Rudolf Nureyev được sinh ra trên một chuyến tàu xuyên Siberia gần Irkutsk, Siberia, trong khi mẹ của ông, Farida, đang đi đến Vladivostok, nơi cha của ông Khamet, một ủy viên chính trị của Hồng quân, đóng quân. Ông lớn lên là con trai duy nhất với ba chị gái trong một gia đình Hồi giáo Tatar.

## Sự nghiệp

### Học tập tại Học viện Vaganova
Khi mẹ anh đưa Nureyev và các chị gái của mình tham gia buổi biểu diễn vở ballet Hồ thiên nga, Nureyev đã yêu thích khiêu vũ. Khi còn nhỏ, anh được khuyến khích nhảy trong các buổi biểu diễn dân gian của Bashkir và sự nhanh nhẹn của ông đã sớm được những giáo viên chú ý và khuyến khích anh tập luyện ở Saint Petersburg (được gọi là Leningrad từ 1924 đến 1991). Trong một chuyến lưu diễn tại Moscow với một công ty múa ba lê địa phương, Nureyev đã xin vào công ty múa ba lê Bolshoi và được chấp nhận. Tuy nhiên, anh cảm thấy trường múa ba lê Mariinsky là tốt nhất, vì vậy ông rời công ty du lịch địa phương và mua vé đi St. Petersburg.
Do sự gián đoạn của đời sống văn hóa Liên Xô do Thế chiến II gây ra, Nureyev không thể đăng ký vào một trường múa ba lê lớn cho đến năm 1955, khi 17 tuổi, khi ông được Học viện Ba lê Vaganova của Saint Petersburg, trường liên kết của Múa ba lê Mariinsky. Bậc thầy ba lê Alexander Ivanovich Pushkin đã quan tâm đến anh một cách chuyên nghiệp và cho phép Nureyev sống cùng gia đình mình.

### Thành danh với vở trường ballet Kirov
Sau khi tốt nghiệp vào năm 1958, Nureyev tham gia Kirov ballet (nay là Mariinsky). Anh ấy đã di chuyển ngay lập tức vượt ra khỏi cấp độ quân đoàn và được giao vai trò là một vũ công chính ngay từ đầu. Nureyev thường xuyên múa cùng với Natalia Dudinskaya, nữ diễn viên ba lê cao cấp của công ty và vợ của giám đốc, Konstantin Sergeyev. Dudinskaya, người hơn anh 26 tuổi, lần đầu tiên chọn anh làm cộng sự của cô  trong vở ballet Laurencia.
Không lâu sau Rudolf Nureyev đã trở thành một trong những vũ công nổi tiếng nhất của Liên Xô. Từ năm 1958 đến 1961, trong ba năm gắn bó với Kirov, anh đã khiêu vũ với 15 vai, thường đối nghịch với bạn nhảy, Ninel Kurgapkina, người mà anh đóng cặp rất tốt, mặc dù tuổi cô lớn hơn anh gần một thập kỷ. Nureyev và Kurgapkina được mời nhảy tại một buổi tụ tập tại Khrushchev 's dacha, và năm 1959, họ được phép đi xuất ngoại, nhảy múa ở Vienna tại Liên hoan Thanh niên Quốc tế. Không lâu sau, anh được Bộ Văn hóa nói rằng anh sẽ không được phép ra nước ngoài nữa. Trong một sự cố đáng nhớ, Nureyev đã làm gián đoạn một màn trình diễn của Don Quixote trong 40 phút, khăng khăng nhảy múa với quần bó chứ không phải với quần dài truyền thống. Cuối cùng anh ấy đã phải nghe theo luật, nhưng quy tắc trang phục ưa thích của Nureyev đã được thông qua trong các buổi biểu diễn sau đó.

### Đào tẩu tại sân bay Paris

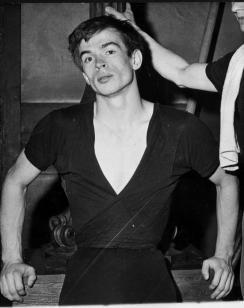
Rudolf Nureyev sau khi đào tẩu khỏi Liên Xô năm 1961.

Vào cuối những năm 1950, Rudolf Nureyev đã trở thành một hiện tượng ở Liên Xô.
Tuy nhiên, khi Kirov ballet đang chuẩn bị đi tour tới Paris và London, tính cách nổi loạn và thái độ không tuân thủ của Nureyev khiến anh trở thành một ứng cử viên không thể tuyệt vời cho chuyến đi, mà chính phủ Liên Xô coi trọng tham vọng thể hiện "uy quyền văn hóa của mình "Ở phương Tây. Hơn nữa, căng thẳng đang gia tăng giữa Nureyev và giám đốc nghệ thuật của Kirov, Konstantin Sergeyev, cũng là chồng của bạn nhảy cũ của Nureyev, Natalia Dudinskaya. Sau khi một đại diện của các nhà tổ chức tour du lịch Pháp nhìn thấy Nureyev múa ở Leningrad năm 1960, ban tổ chức Pháp đã kêu gọi chính quyền Liên Xô cho phép anh ta nhảy múa ở Paris, và anh được phép đi.

Tại Paris, những màn trình diễn của anh đã khiến khán giả và các nhà phê bình phải thán phục. Oliver Merlin trong Le Monde đã viết, 
 Tôi sẽ không bao giờ quên sự xuất hiện của anh ấy chạy qua phía sau sân khấu, và cách anh ấy giữ mình đối diện với đường chạy. Anh ta mặc một chiếc khăn choàng màu trắng trên một bộ trang phục hải quân, có đôi mắt to và đôi má phúng phính dưới một chiếc khăn xếp với một bình xịt lông vũ, đùi phồng lên, quần bó sát. Đó chính là Nijinsky trong Firebird. 
 Nureyev bị coi là đã phá vỡ các quy tắc về việc hòa nhập với người nước ngoài và được cho là thường xuyên lui tới các quán bar đồng tính ở Paris, điều này đã báo động cho quản lý của Kirov  và các đặc vụ KGB quan sát anh ta. KGB muốn gửi anh ta trở lại Liên Xô. Vào ngày 16 tháng 6 năm 1961 khi công ty Kirov tập trung tại sân bay Le Bourget ở Paris để bay tới London, Sergeev đã gạt Nureyev sang một bên và nói với anh rằng anh phải trở về Moscow để biểu diễn đặc biệt ở Kremlin, thay vì đi đến London cùng với những người còn lại của công ty. Nureyev trở nên nghi ngờ và từ chối. Tiếp theo anh được thông báo rằng mẹ anh đã bị ốm nặng và anh cần phải về nhà ngay lập tức để gặp bà. Nureyev từ chối một lần nữa, vì tin rằng khi trở lại Liên Xô, anh ta có khả năng bị cầm tù. Với sự giúp đỡ của cảnh sát Pháp và một người bạn xã hội ở Paris, Clara Saint, người đã đính hôn với con trai của Bộ trưởng Bộ Văn hóa Pháp, Andre Malraux, Nureyev đã thoát khỏi những nhân viên KGB đi kèm anh và xin tị nạn. Sergeyev và KGB đã cố gắng can ngăn anh ta, nhưng anh ta chọn ở lại Paris.
Trong vòng một tuần, anh đã được Grand ballet du Marquis de Cuevas ký hợp đồng và biểu diễn Người đẹp ngủ trong rừng với Nina Vyroubova. Trong một chuyến lưu diễn ở Đan Mạch, anh đã gặp Erik Bruhn, nghệ sĩ độc tấu tại Nhà hát Ba lê Hoàng gia Đan Mạch , người đã trở thành người tình, người bạn thân nhất và người bảo vệ của anh cho đến khi Bruhn qua đời vào năm 1986.
Chính quyền Liên Xô đã khiến cha, mẹ và giáo viên dạy nhảy của Nureyev viết thư cho anh, thúc giục Nureyev trở về, nhưng vô hiệu. Mặc dù anh đã thỉnh cầu chính phủ Liên Xô trong nhiều năm để được phép đến thăm mẹ mình, nhưng ông không được phép làm như vậy cho đến năm 1987, khi mẹ anh qua đời và Mikhail Gorbachev đồng ý. Năm 1989, Nureyev được mời nhảy vai James trong La Sylphide với vở ballet Mariinsky tại Nhà hát Mariinsky ở St. Petersburg. Chuyến thăm đã cho Nureyev cơ hội gặp gỡ nhiều giáo viên và đồng nghiệp mà anh chưa từng gặp lại kể từ khi anh đào tẩu.